# Sub patru steaguri
Sub patru steaguri (titlul original: în italiană Contro 4 bandiere) este un film de război, coproducție franco-italo-spaniolă, realizat în 1979 de regizorul Umberto Lenzi. Titlul în franceză este De l'enfer à la victoire, în italiană Contro 4 bandiere iar în spaniolă De Dunkerke a la victoria.

## Conținut
În anul 1939 șase prieteni aflați la un pahar de băutură într-o suburbie a Parisului își promit ca după terminarea războiului să se întâlnească din nou în acel loc. Doi din ei sunt francezi, alți doi americani, unul german și altul englez. Toți luptă în război, iar după eliberarea Parisului doar trei din ei își vor ține promisiunea...

## Distribuție
- George Peppard – Brett Rosson
- George Hamilton – François Leccia) caporalul Maurice Bernard
- Anny Duperey – Fabienne
- Horst Buchholz – Jürgen Dietrich
- Capucine – Nicole Levine
- Sam Wanamaker – Ray MacDonald
- Ray Lovelock – Jim Rosson
- Jean-Pierre Cassel - Dick Sanders
- May Heatherly – Mary Jennings
- Georges Claisse – Karl Wessel
- Howard Vernon – comandant SS
- Lambert Wilson – le rezistent din Turnul Eiffel
- Franco Fantasia – rezistent din armata olandeză